# 平繁茂
平 繁茂（たいら の しげもち、生没年不明）は、平安時代中期の武将。
大掾繁茂とも呼ばれる。余五将軍平維茂の三男。越後城氏の祖。官位は『尊卑分脈』によると従五位下出羽城介 (秋田城介) 。

## 概説
『陸奥話記』によると、11世紀の半ば、安倍氏が朝廷への貢租を怠る状態になり、さらには陸奥国府の管轄地域である衣川以南に進出したため、永承6年(1050年)､陸奥奥六郡の安倍氏を討つ先鋒の役割を果たすため出羽国の秋田城介に任命され現地に赴いた。
永承6年（1051年）、陸奥守・藤原登任が3000の兵を率い北上を開始。繁茂も2000の兵を率いて出羽（秋田）方面から多賀城へと向かい、 玉造郡鬼切部で戦闘が勃発した (鬼切部の戦い) 。この戦いで安倍氏側が勝利、繁茂ら朝廷側が大敗し、敗れた登任は更迭され河内源氏の源頼義が後任の陸奥守となった。

## 子孫
繁茂の子孫の城氏は越後の北部､奥山荘･白河荘などに本拠をかまえ､越後平氏の有力豪族となり､越後から会津地方にかけて勢力を張った｡

## 登場作品
- 『炎立つ』（NHK大河ドラマ、1993年 - 1994年）演：田口計

## 系譜
- 父:平維茂
- 母:不詳
- 妻:不詳
- 男子:城貞茂